# الجواب من وراء الجبال

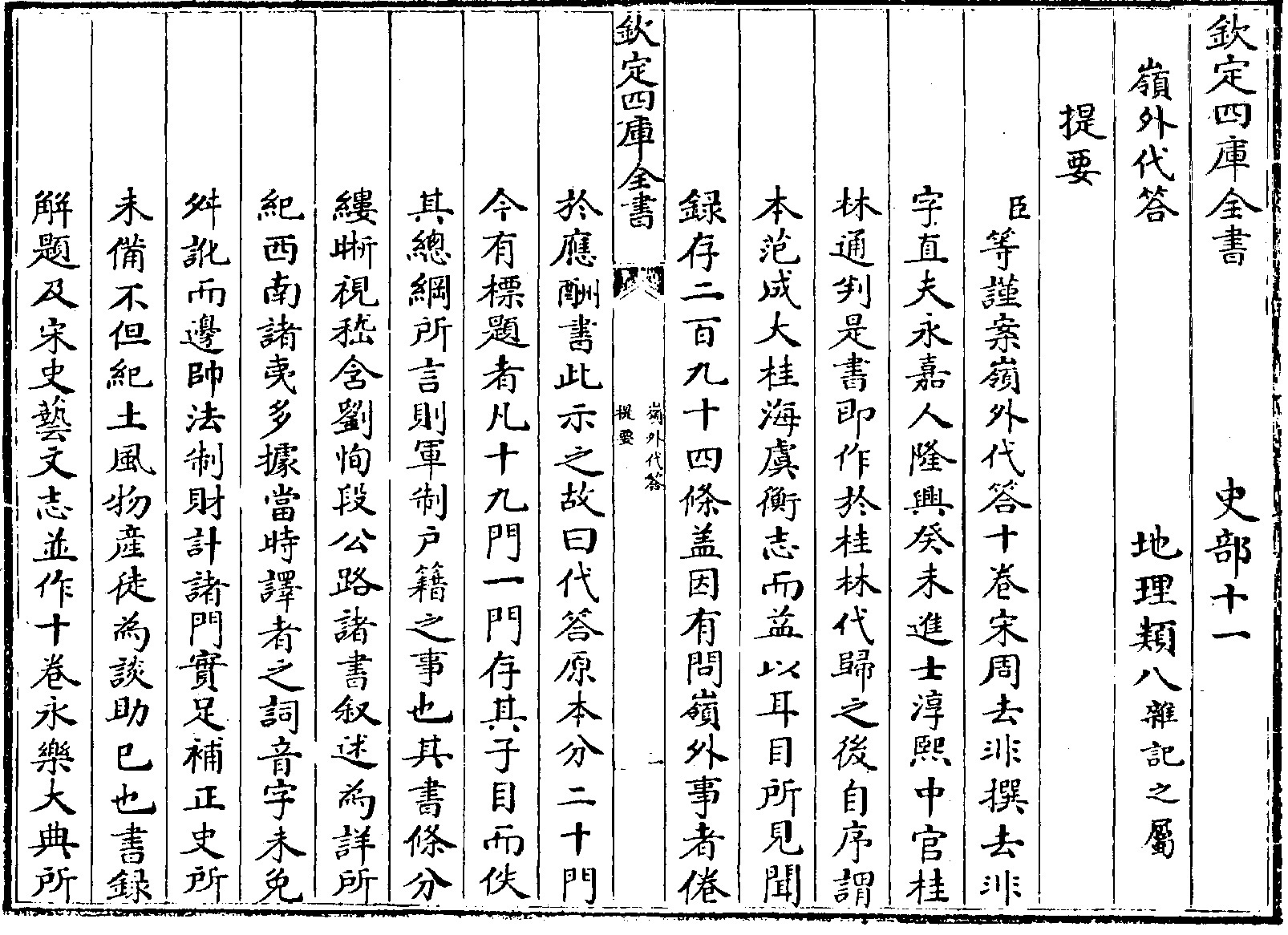
مقدمة عن مخطوط "الجواب من وراء الجبال " في Siku Quanshu

"الجواب من وراء الجبال" أو لينغ واي داي دا ( (بالصينية: 嶺外代答; البينيين: Lǐngwài Dàidā; ويد–جيلز: Lingwai Taita) )، هي أطروحة جغرافية من القرن الثاني عشر كتبها تشو كوفي ( (بالصينية: 周去非; البينيين: Zhōu Qùfēi; ويد–جيلز: Chou Ch'ü-fei) ). ويحتوي على معلومات عن الجغرافيا والتاريخ والعادات الاجتماعية والاقتصاد لأقاليم جنوب الصين، وخاصة قوانغشي . والأمر الأكثر أهمية هو أنها تقدم أيضًا معرفة بالأراضي البعيدة في الصين خلال عهد أسرة سونغ ، وتتضمن أوصافًا لدول ما وراء البحار في أماكن بعيدة مثل أفريقيا ونخص بالذكر المغرب والاندلس ( الدولة المرابطية )